# 후안 보르자 데 간디아 공작

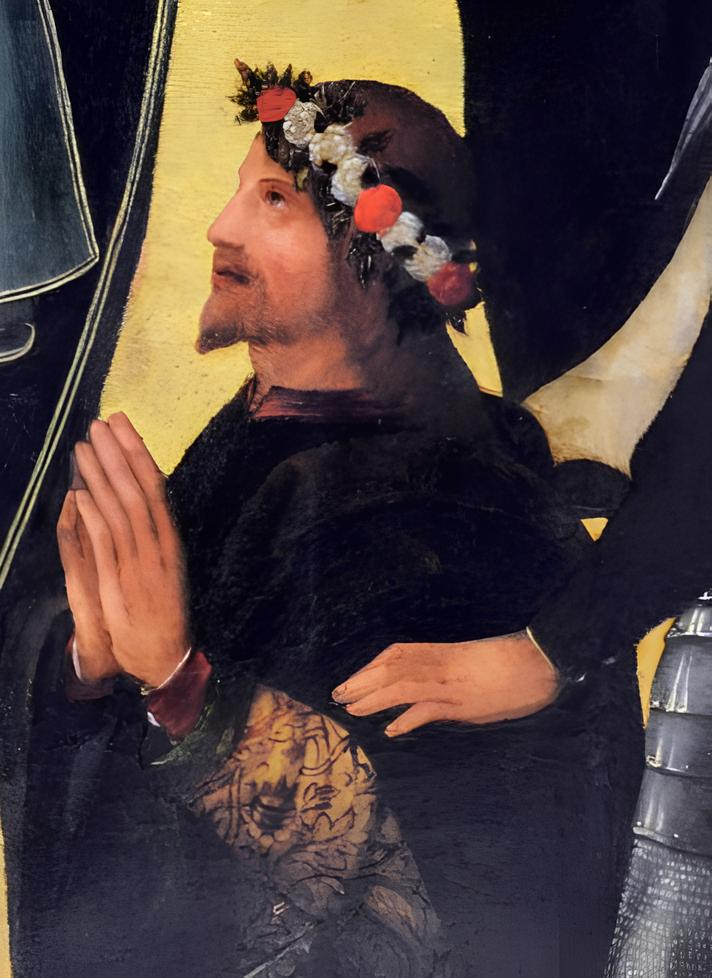
후안 데 간디아 보르자, 제2대 간디아 공작.

후안 보르자(스페인어: Juan Borgia, 1474년 - 1497년 6월 14일)는 제2대 간디아 공작으로, 유명한 체사레 보르자의 형제이다.
일부 전문가의 의견과 출처에 따르면, 후안은 1475년 또는 1476년생으로 교황의 네 자녀 가운데 둘째아들에 해당하며, 체사레는 1474년 혹은 1475년에 반노차가 낳은 첫째아들이었을지도 모른다고 한다. 이러한 의심은 체사레의 출생에 대해 서로 모순된 내용을 보이는 교황의 교서와 서신에서 비롯되었다.
후안 데 간디아 보르자는 로마에서 교황 알렉산데르 6세와 반노차 데이 카타네이 사이에서 태어났다. 후안은 1493년 9월에 이복형 페드로 루이스가 죽자 그의 약혼녀인 마리아 엔리케스 데 루나와 결혼하게 되었다.
간디아 공작, 세사 공작, 나폴리 대(大)장관 자리까지 물려받은 그는 교황의 기수와 교황군 총사령관 그리고 성 베드로 대성전의 관리자가 되었다.
나중에 그는 1497년 6월 14일 밤에 주데카 광장(로마의 게토) 인근에서 살해당했는데 그를 살해한 용의자들의 이름 중에는 그의 형제인 체사레 보르자의 이름도 떠올랐는데, 그가 후안을 시샘했다는 것이 암살의 동기로 지목되었다.
테베레강을 대대적으로 수색한 결과, 시신을 겨우 찾아냈는데, 당시 그의 시신은 화려하게 치장한 옷을 입은 그대로였으며 두 손은 묶여 있었고, 온몸에 아홉 군데의 깊은 상처가 있었다. 또한, 지갑 안에는 서른 개의 금화가 그대로 들어 있었다. 그의 나이 이때 겨우 21살이었다.
후안이 참살당했다는 소식을 전해 들은 교황은 큰 슬픔에 잠겼으며, 이를 두고 자코포 산나차로는 “그 역시 사람을 낚는 어부임을 나타내고자, 알렉산데르 6세는 자기 아들을 그물로 잡았다.”며 냉혹하게 풍자하였다. 후안의 유일한 시종도 살해당했는데, 이를 본 사람은 아무도 없었다(Sabatini, II.4).
후안과 마리아 사이에는 두 명의 아이가 있었다. 후안 보르하 이 엔리케스는 제3대 간디아 공작이 되었으며, 프란시스카 데 헤수스 보르하는 바야돌리드에 있는 수녀원에 들어가 수녀가 되었다. 후안 보르하 이 엔리케스는 성 프란치스코 보르자의 아버지이기도 하다.